# Dawson (Minnesota)
Dawson ist eine Kleinstadt (mit dem Status „City“) im Lac qui Parle County im US-amerikanischen Bundesstaat Minnesota. Das U.S. Census Bureau hat bei der Volkszählung 2020 eine Einwohnerzahl von 1.466 ermittelt.

## Geografie
Dawson liegt im Südwesten Minnesotas am Lac qui Parle River, einem rechten Nebenfluss des in den Mississippi mündenden Minnesota River. Der Ort erstreckt sich über 3,83 km².
Benachbarte Orte von Dawson sind Madison (20,3 km nordwestlich), Montevideo (27,3 km östlich) und Boyd (19,5 km südöstlich).
Die nächstgelegenen größeren Städte sind Minneapolis (248 km östlich), Minnesotas Hauptstadt Saint Paul (264 km in der gleichen Richtung), Rochester (356 km südöstlich), Sioux Falls in South Dakota (195 km südsüdwestlich) und Fargo in North Dakota (249 km nordnordwestlich).

## Verkehr
Der U.S. Highway 212 verläuft in West-Ost-Richtung als Hauptstraße durch das Stadtgebiet von Dawson. Alle weiteren Straßen innerhalb von Dawson sind untergeordnete Landstraßen, teilweise unbefestigte Fahrwege oder innerstädtische Verbindungsstraßen.
Durch Dawson verläuft eine Nebenbahnstrecke der BNSF Railway, der zweitgrößten Eisenbahngesellschaft des Landes.
An der östlichen Stadtgrenze befindet sich der Dawson Municipal Airport, ein kleiner Regionalflugplatz. Der nächste Großflughafen ist der Minneapolis-Saint Paul International Airport (246 km östlich).

## Demografische Daten
Nach der Volkszählung im Jahr 2010 lebten in Dawson 1540 Menschen in 682 Haushalten. Die Bevölkerungsdichte betrug 402,1 Einwohner pro Quadratkilometer. In den 682 Haushalten lebten statistisch je 2,16 Personen.
Ethnisch betrachtet setzte sich die Bevölkerung zusammen aus 97,4 Prozent Weißen, 0,4 Prozent Afroamerikanern, 0,4 Prozent amerikanischen Ureinwohnern, 0,1 Prozent (zwei Personen) Polynesiern sowie 0,6 Prozent aus anderen ethnischen Gruppen; 1,1 Prozent stammten von zwei oder mehr Ethnien ab. Unabhängig von der ethnischen Zugehörigkeit waren 2,3 Prozent der Bevölkerung spanischer oder lateinamerikanischer Abstammung.
21,8 Prozent der Bevölkerung waren unter 18 Jahre alt, 52,5 Prozent waren zwischen 18 und 64 und 25,7 Prozent waren 65 Jahre oder älter. 52,8 Prozent der Bevölkerung war weiblich.

Das mittlere jährliche Einkommen eines Haushalts lag bei 40.333 USD. Das Pro-Kopf-Einkommen betrug 24.162 USD. 9,8 Prozent der Einwohner lebten unterhalb der Armutsgrenze.

## Persönlichkeiten
- Phyllis Gates (1925–2006), Sekretärin und Innenarchitektin, bekannt durch Ehe mit Rock Hudson
- Jeff Nordgaard (* 1973), Basketballspieler